# Umsiedler

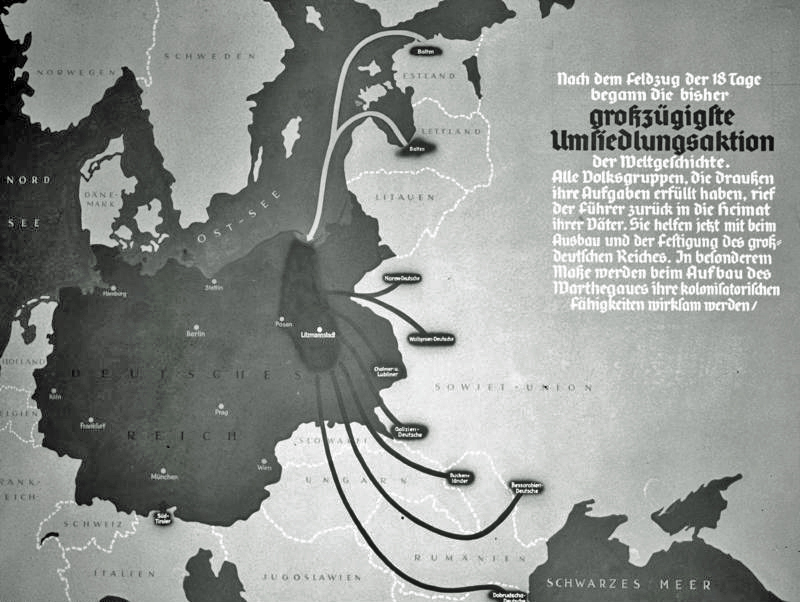
Deutsche Karte von 1939 zu Umsiedlungen aus Nordost- und Südosteuropa in den Warthegau

Umsiedler sind Personen, die Beteiligte einer Umsiedlung sind. Dabei handelt es sich um eine größere Bevölkerungsgruppe, die durch staatlich gelenkte Maßnahmen in einer gemeinsamen Umsiedlungsaktion ihr bisheriges Siedlungsgebiet verlässt. Es kann sich um eine freiwillige Migration oder eine Zwangsmigration handeln. Beispiel für Letzteres sind die von der österreichischen Hofkanzlei im 18. Jahrhundert verordneten Transmigrationen. Größere Umsiedlungen fanden im 20. Jahrhundert in Europa vor allem unmittelbar vor, während und nach dem Zweiten Weltkrieg statt.

## Polen nach dem Ersten Weltkrieg
Mit dem Friedensvertrag von Versailles wurden der Zweiten Polnischen Republik u. a. Teile der Provinzen Westpreußen, Posen und Oberschlesiens des Deutschen Reiches zugeschlagen. Dort lebende Deutsche (Optanten) hatten die Wahl, die polnische Staatsbürgerschaft anzunehmen oder das Gebiet zu verlassen und umzusiedeln. Unmittelbar danach verließen 200.000 deutsche Umsiedler die der Republik Polen zugesprochenen Gebiete.

## Andere Staaten
1913 gab es in Friedensverträgen zwischen der Türkei mit Bulgarien und Griechenland erste Umsiedlungsregelungen zum abgetretenen Thrakien. 1923 wurden im Rahmen des Vertrags von Lausanne 1,5 Millionen hauptsächlich griechisch-orthodoxe Menschen nach Griechenland und eine halbe Million muslimischen Glaubens in die Türkei umgesiedelt. Weitere Vertragswerke gab es beispielsweise 1940 zwischen Rumänien und Bulgarien (Vertrag von Craiova) wegen der Dobrudscha, Bulgarien und Griechenland (→Thrakische Bulgaren), Ungarn und der Tschechoslowakei 1946 in Bezug auf Slowaken.

## Deutsches Reich von 1933 bis 1945

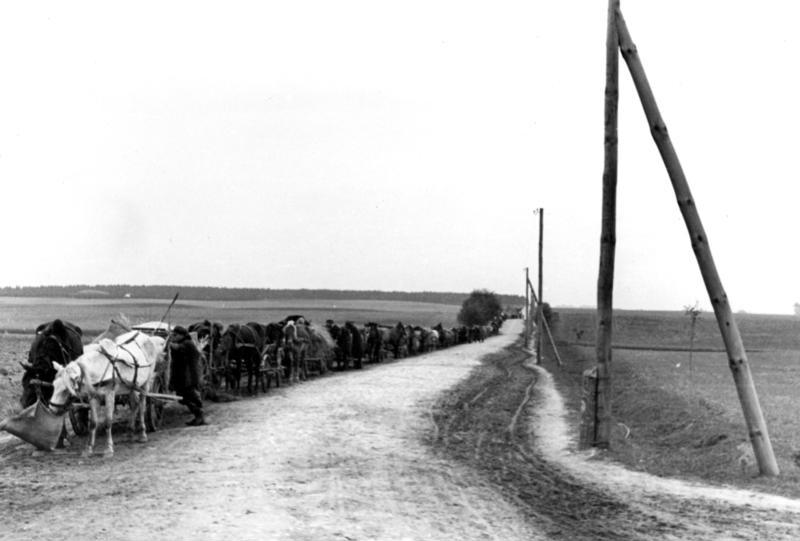
Treck volksdeutscher Umsiedler aus Cholm, in Polen 1940

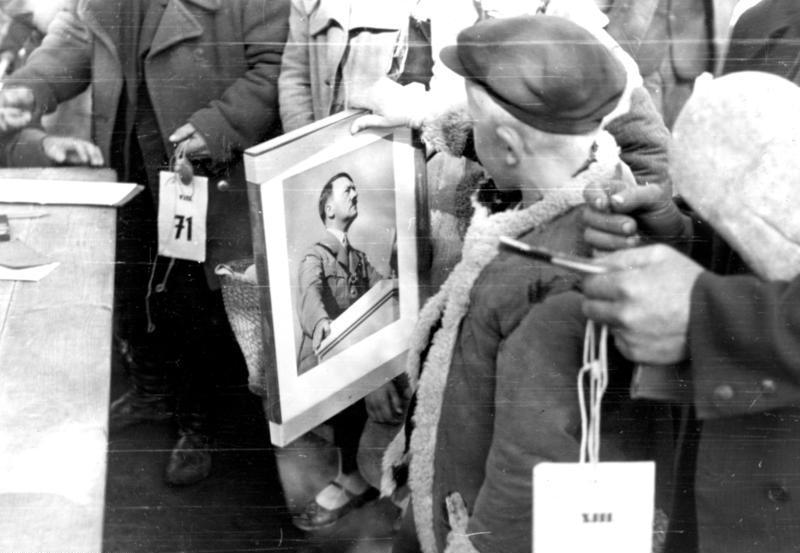
NSV händigt den Umsiedlern im Lager Pinne Bilder von Adolf Hitler für ihre Wohnungen aus.

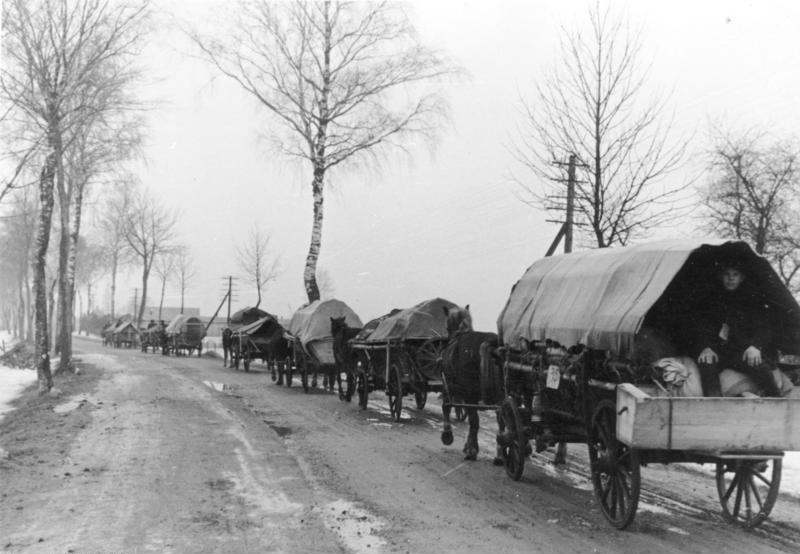
Umsiedler aus Litauen in Ostpreußen (1941)

Während der Zeit des Nationalsozialismus und des Zweiten Weltkrieges waren von einer Umsiedlung viele Gruppen von Volksdeutschen betroffen. Zwischen 1939 und 1943 wurden sie unter der Losung „Heim ins Reich“ aus ihren (oft schon seit vielen Generationen bewohnten) nichtdeutschen Siedlungsgebieten in die eroberten Ostgebiete umgesiedelt. Es handelte sich um Verschiebungen von Menschen aus nationalstaatlichen Ideologien auf Initiative des Deutschen Reichs. Bei befreundeten oder vom Deutschen Reich abhängigen Staaten waren bilaterale Verträge Grundlage der Umsiedlungen, etwa der deutsch-sowjetische Grenz- und Freundschaftsvertrag vom 28. September 1939, bei militärisch besetzten Staaten wurde dies nicht als notwendig erachtet. Umsiedler wurden eingebürgert, womit sie für den Reichsarbeitsdienst dienstpflichtig und wehrpflichtig wurden. Für ältere Umsiedler gab es Ausnahmen von der Wehrpflicht.
Die Umsiedlung betraf folgende Volksgruppen und Gebiete:
- Südtiroler, (Italien)
- Deutsch-Balten, (Estland, Lettland)
- Litauendeutsche, Litauen
- Bessarabiendeutsche, (Rumänien)
- Dobrudschadeutsche, (Rumänien)
- Bukowinadeutsche, (Rumänien)
- Bulgariendeutsche, (Bulgarien)
- Galiziendeutsche, (Sowjetunion)
- Wolhyniendeutsche, (Sowjetunion)
- Ungarndeutsche,  (Ungarn)
- Untersteiermark, (CdZ-Gebiet Untersteiermark)
- Bosnien, (Kroatien)
- Slowenien, Provinz Laibach (Italien)
- Luxemburg, (CdZ-Gebiet Luxemburg)

Die Umsiedlungsaktionen haben ihren Ursprung in Adolf Hitlers Reichstagsrede vom 6. Oktober 1939 zum Zerfall des polnischen Staates infolge der deutschen Besetzung. Darin äußerte er, das im „Zeitalter des Nationalitätenprinzips und des Rassegedankens“ eine „neue Ordnung der ethnographischen Verhältnisse“ notwendig sei. Am 7. Oktober ernannte er Heinrich Himmler zum Reichskommissar für die Festigung deutschen Volkstums. Das bezog sich nicht nur auf den Raum Polen, sondern sprach auch vom weiteren Osten und Südosten Europas, der mit „nichthaltbaren Splittern des deutschen Volkstums“ gefüllt sei. Zum einen versprach er sich davon, dass Minderheitenkonflikte in den Nationalstaaten verhindert werden. Zum anderen sollte das umzusiedelnde Menschenpotenzial das von Deutschland eroberte Polen sowie den polnischen Korridor besiedeln. Das erforderte wiederum, dass die ortsansässige Bevölkerung in den Ansiedlungsgebieten vertrieben oder umgesiedelt wurde. Davon waren allein im Warthegau zwischen 1939 und 1944 rund 630.000 polnische und jüdische Bewohner betroffen.
Größtenteils wurden die deutschstämmigen Umsiedler aus dem nordost- und südosteuropäischen Raum in den vom Deutschen Reich annektierten Teilen Polens angesiedelt, wie im Warthegau und im Generalgouvernement. Sie gerieten daher 1944/45 in den alle in den preußischen Ostprovinzen und Osteuropa lebende Deutsche erfassenden Prozess von Flucht und Vertreibung. In der Bundesrepublik Deutschland blieb der NS-spezifische Umsiedler-Begriff zur Bezeichnung einer Untergruppe der Vertriebenen von Bedeutung.
Im Holocaust diente der Begriff „Umsiedlung“, ähnlich wie „Endlösung“ und „Sonderbehandlung“, auch als euphemistische Tarnbezeichnung für den Transport der Juden in die Vernichtungslager.

## Deutsche Demokratische Republik
Nach dem Ende des Zweiten Weltkrieges ordnete die sowjetische Besatzungsmacht im Herbst 1945 für ihre Besatzungszone an, alle deutschen Flüchtlinge oder Heimatvertriebenen künftig offiziell als „Umsiedler“ zu bezeichnen. Dieser Sprachgebrauch wurde zwar in der Gesellschaft und insbesondere unter den Betroffenen selbst nur bedingt nachvollzogen, doch im offiziellen politischen und bürokratischen Sprachgebrauch wurde seither auch in der DDR von „Umsiedlern“ oder sogar „ehemaligen Umsiedlern“ gesprochen. Spätestens 1950 begannen die SED und die Behörden der DDR, den Begriff „Umsiedler“ durch den Begriff „Neusiedler“ zu ersetzen, der noch weniger ahnen ließ, dass Flüchtlinge und Vertriebene gemeint waren.
Damit bezeichnete man eine in der SBZ/DDR lebende Großgruppe von 1947 etwa 4,3 Millionen Menschen, die jedoch bis 1961 insbesondere durch eine überdurchschnittliche Beteiligung an der Flucht nach Westdeutschland auf etwa 3 bis 3,5 Millionen zurückgegangen sein dürfte. Es existierten in der DDR entsprechend eine  Umsiedlerverwaltung, kurzzeitig geleitet von Friedrich Burmeister und ein sozialpolitisch ausgerichtetes Umsiedlergesetz. Die bei weitem wichtigste gesetzliche Einzelmaßnahme war ein zinsloser Kredit in Höhe von 1.000 DM pro Familie für den Kauf von Konsumgütern. Einpersonenhaushalte hatten Anspruch auf 600 DM. Des Weiteren sah das Gesetz verbilligte Kredite für den Bau von Wohn- und Wirtschaftsgebäuden, eine Senkung des Ablieferungssolls für „Umsiedlerneubauern“ um bis zu 50 % sowie Kredite für vertriebene Handwerker und ehemals vertriebene Neubauern vor.
Nach dem Aufstand vom 17. Juni 1953 gab es in der DDR keine derartige sozialpolitisch motivierte Umsiedlerpolitik mehr. Die Novelle von Anna Seghers und das Drama von Heiner Müller, die beide den Titel Die Umsiedlerin tragen, nehmen auf diese DDR-Sprachpolitik Bezug.
Nach der Herstellung der Einheit Deutschlands gründete Bernhard Fisch zusammen mit Gleichgesinnten den „Verband der Umsiedler der DDR“, der im Bund der Vertriebenen aufging.
Als Forschungsthema ist die Eingliederung der Flüchtlinge und Vertriebenen in der DDR-Historiographie weitgehend unberücksichtigt geblieben.

## Bundesrepublik Deutschland
Die räumliche Verteilung der Flüchtlinge und Vertriebenen nach 1945 hatte in den westdeutschen Besatzungszonen insbesondere ländliche Regionen in Schleswig-Holstein, Niedersachsen und Bayern zu Schwerpunkten der Vertriebenensiedlung gemacht. Zur Entlastung der überbelegten Länder entwickelte die frühe Bundesrepublik mit dem Bundesvertriebenengesetz einen gesetzlichen Verteilungsschlüssel, der die angemessene Verteilung der Vertriebenen und Sowjetzonenflüchtlinge zum Zweck ihrer wirtschaftlichen Eingliederung im Rahmen eines allgemeinen Bevölkerungsausgleichs, außerdem die Familienzusammenführung durch Umsiedlung bezweckte (§ 26 BVFG in der Fassung von 1953). Die Teilnahme an der Umsiedlung war freiwillig. Auf diese Vorgänge bezieht sich Arno Schmidt in seinem 1953 erschienenen Kurzroman „Die Umsiedler“.
Unabhängig von den Folgen des Zweiten Weltkriegs gab es in der Bundesrepublik Deutschland räumlich sehr begrenzte Umsiedlungen, die meist wirtschaftliche Gründe hatten, etwa in Braunkohlegebieten wie dem Rheinischen Braunkohlerevier, bei Erweiterung des Hamburger Hafens (→ Altenwerder) oder der Planung des Flughafens Berlin Brandenburg (→ Diepensee).

## Russischer Sprachgebrauch
Außerhalb dieser deutschen Sprachpolitik wurde auch im russischen Sprachgebrauch der 1930er bis 1950er Jahre ein Äquivalent des „Umsiedler“-Begriffs zur Bezeichnung für diverse innersowjetische Zwangsdeportationen im Kontext der Stalinschen Säuberungen benutzt. Es ist wahrscheinlich, dass dieser russische Sprachgebrauch die beschriebene Sprachpolitik der Sowjetischen Besatzungszone bzw. DDR mitbeeinflusst hat. Inwiefern er mit dem beschriebenen NS-Sprachgebrauch in Zusammenhang steht (die Sowjetunion war ein wichtiger Vertragspartner für Hitlers „Umsiedlungen“), muss dahingestellt bleiben.

## Umsiedlung in der Europäischen Union
Die Umsiedlung von Drittstaatsangehörigen aus einem EU-Mitgliedstaat in einen anderen EU-Mitgliedstaat basiert auf der Notfall-Klausel von Artikel 78 Absatz 3 des Vertrages über die Arbeitsweise der Europäischen Union:
„Befinden sich ein oder mehrere Mitgliedstaaten aufgrund eines plötzlichen Zustroms von Drittstaatsangehörigen in einer Notlage, so kann der Rat auf Vorschlag der Kommission vorläufige Maßnahmen zugunsten der betreffenden Mitgliedstaaten erlassen.“
2014 wurden insgesamt 6.380 Personen in einen EU-Mitgliedstaat oder nach Island, Norwegen oder Liechtenstein umgesiedelt, die meisten davon nach Schweden (2.045 Personen), Norwegen (1.285 Personen) und Finnland (1.090 Personen).
Entsprechend der Notfall-Klausel stellte die Europäische Kommission im September 2015 ein Relocation-Programm zur Umsiedlung von 40.000 schutzbedürftigen Personen, die in Italien oder Griechenland angekommen sind, in andere EU-Staaten vor. Noch im selben Monat beschlossen die EU-Staaten, weitere 120.000 Flüchtlinge aus Italien und Griechenland EU-weit zu verteilen. In der Praxis werden vor allem Personen umgesiedelt, die aus Eritrea, dem Irak, dem Iran, Syrien oder Somalia stammen. Denn Zielgruppe des Relocation-Programms sind Personen, die bereits in Italien oder Griechenland einen Asylantrag gestellt haben und gute Aussichten auf Schutz in Deutschland haben. Auch die Schweiz beteiligte sich an dem Relocation-Programm der Europäischen Kommission. Die Relocation-Programme werden in einer Zusammenarbeit unter den nationalen Kontaktstellen und Asylbehörden sowie dem Europäischen Unterstützungsbüro für Asylfragen (EASO) durchgeführt.
Im August 2016 berichtete Pro Asyl, dass erst ein Bruchteil der geplanten Umsiedlungen umgesetzt worden war. Dem Plan nach sollten 160.000 Flüchtlinge umgesiedelt werden. Mit Berufung auf die fortlaufende Statistik der Europäischen Kommission wies Pro Asyl darauf hin, dass Deutschland bis August 2016 bei rund 27.500 zugesagten Plätzen nur 62 Menschen tatsächlich aufgenommen hatte.
Im September 2017 scheiterten die Slowakei und Ungarn vor dem Europäischen Gerichtshof mit einer Klage gegen die verbindliche Umverteilung von Flüchtlingen innerhalb der EU.
Eine Neuansiedlung von Drittstaatlern in einem Mitgliedsland wird hingegen nicht als Umsiedlung, sondern als „Resettlement“ bezeichnet.

## Umsiedlung wegen Tagebauen und Talsperren
Beim Braunkohletagebau ist die Umsiedlung der Bevölkerung auf dem Tagebaugebiet notwendig, bei Talsperren muss der Bevölkerung in den zu überstauenden Gebieten Ersatz geboten werden. Beim chinesischen Dreischluchtenprojekt wurden etwa 8,4 Millionen Menschen umgesiedelt. Bei nuklearen Katastrophen verursacht von Atomkraftwerken wurden Umsiedlungen der Bevölkerung aus kontaminierten Gebieten notwendig. Beispiele dafür sind die Katastrophen von Tschernobyl und Fukushima.

## Internationale Initiativen und Übereinkommen
Im Jahr 2012 wurde die Nansen-Initiative hervorgerufen, um Einzelpersonen und Gruppen besser zu schützen, die sich aufgrund von natürlichen Katastrophen oder aufgrund des Klimawandels gezwungen sahen, ihre Heimat zu verlassen und deshalb innerhalb ihres Landes oder ins Ausland fortgezogen sind. Als Ergebnis dieser Initiative wurde im Jahr 2015 eine von 109 Ländern unterstützte Schutzagenda, die Protection Agenda, veröffentlicht. Sie sieht unter anderem Maßnahmen zur Verminderung der Gefährdung und Stärkung der Widerstandsfähigkeit gegenüber Naturkatastrophen vor Ort, Migrationsmöglichkeiten, geplante Umsiedlung aus gefährdeten Zonen und den Schutz intern Vertriebener vor. Später wurde die Platform on Disaster Displacement eingesetzt, um die mit der Nansen Initiative begonnene Arbeit fortzusetzen und die Empfehlungen der Protection Agenda umzusetzen.

## Film
- Jacek Kubiak, Klaus Salge (Regie): Eine blonde Provinz – Polen und der deutsche Rassenwahn. Dokumentation, Deutschland 2009, 52 Min. (Im Westen Polens plante das NS-Regime eine „blonde Provinz“ durch die Ansiedlung Volksdeutscher z. T. aus sowjetischen Gebieten. Anhand unter anderem der Biographien von drei betroffenen Polen aus Posen. Die von den Besatzern so genannten Übergangslager für Polen ähnelten Konzentrationslagern: Hunger, Krankheiten und Morde waren dort Alltag.)